# Zelleria pyri
Zelleria pyri is een vlinder uit de familie van de stippelmotten (Yponomeutidae). De wetenschappelijke naam van de soort werd in 1942 gepubliceerd door Clarke.